# السيدة هاريس تذهب إلى باريس
السيدة هاريس تذهب إلى باريس (بالإنجليزية: Mrs. Harris Goes to Paris) هو فيلم درامي كوميدي تاريخي أمريكي لعام 2022، من إخراج وإنتاج أنتوني فابيان، ومن سيناريو كارول كارترايت وكيث طومسون وأوليفيا هيتريد، الفيلم مأخوذ عن رواية عام 1958 السيدة أريس تذهب إلى باريس بقلم بول غاليكو، تم إصداره مسرحيًا في الولايات المتحدة في 15 يوليو 2022. ومن المقرر أن يتم عرض الفيلم في المملكة المتحدة في 30 سبتمبر 2022، وفي المجر في 6 أكتوبر 2022، وفي فرنسا في 2 نوفمبر 2022.

## روابط خارجية
- السيدة هاريس تذهب إلى باريس على موقع IMDb (الإنجليزية)
- السيدة هاريس تذهب إلى باريس على موقع ميتاكريتيك (الإنجليزية)
- السيدة هاريس تذهب إلى باريس على موقع روتن توميتوز (الإنجليزية)
- السيدة هاريس تذهب إلى باريس على موقع قاعدة بيانات الأفلام العربية
- السيدة هاريس تذهب إلى باريس على موقع ألو سيني (الفرنسية)
- السيدة هاريس تذهب إلى باريس على موقع أول موفي (الإنجليزية)
- السيدة هاريس تذهب إلى باريس على موقع فيلمافينيتي (الإسبانية)
- السيدة هاريس تذهب إلى باريس على موقع قاعدة بيانات الأفلام السويدية (السويدية)
- السيدة هاريس تذهب إلى باريس على موقع قاعدة بيانات الفيلم (الإنجليزية)
- السيدة هاريس تذهب إلى باريس على موقع ليتربوكسد (الإنجليزية)